# Арнольд, Станислав
Станислав Арнольд (20 декабря 1895, Домброва-Гурнича, Петроковская губерния — 3 ноября 1973, Варшава) — польский историк, профессор Варшавского университета, член Польской академии наук, глава Марксистской ассоциации историков. Имел много учеников, одним из которых был Артур Эйзенбах. Был президентом Польской ассоциации научного кино.

## Биография
Родился в семье Яна, управляющего шахтой, и Романы (в девичестве Бояновски). В 1920 году получил степень PhD, защитив под руководством Марцели Гандельсмана труд Władztwo biskupie na grodzie wolborskim w wieku XIII (Епископское правление в городе Вольбуж в XIII веке). Затем он работал в Варшавском университете, с которым оставался связан до самого выхода на пенсию в 1966 году. С 1924 по 1928 год работал учителем истории в Гимназии имени Стефана Батория в Варшаве. В 1945—1947 годах он возглавлял Департамент высшей школы и науки Министерства образования.
Похоронен на Военном кладбище Повонзки (участок 35А-1-12).

## Научные интересы
В своей научной работе занимался средневековой экономической историей, исторической географией и историей Варшавы. Он был признанным специалистом в области древней польской административной системы. В исследованиях экономической истории использовал статистические методы, представил собственное разделение польской истории на периоды и подпериоды на основе производственных, культурных и политических отношений. Он также провел идентификацию племенных территорий раннего периода Пястовской Польши.

## Награды
В 1955 году получил орден Sztandaru Pracy I klasy, а в 1965 Орден Возрождения Польши.

## Избранные труды
- Możnowładztwo polskie w XI i XII wieku i jego podstawy gospodarczo-społeczne (1925)
- Terytoria plemienne w ustroju administracyjnym Polski piastowskiej (wiek XII—XIII) (1927)
- W sprawie ustroju plemiennego na ziemiach polskich (1928)
- Geografia historyczna, jej zasady i metody (1929)
- Rozwój handlu polskiego (1939)
- Geografia historyczna Polski (1951)
- Historia Polski od połowy XV wieku do roku 1795 (1953, совместно с Kazimierz Piwarski и Jerzy Michalski)
- Podłoże gospodarczo-społeczne polskiego Odrodzenia (1953)